# Zgonik
Zgonik (talijanski: Sgonico, njemački: Sgonegg) je općina u Tršćanskoj pokrajini u Italiji. Ime dolazi od riječi zvonik.
U općini živi većinom slovensko stanovništvo (81,6% prema popisu iz 1971. godine). Teritorij općine graniči s talijanskim općinama Devin-Nabrežina (Duino-Aurisina), Repentabor (Monrupino) i Trst (Trieste), te sa slovenskom općinom Sežana.
Zgonik je poznat po Briškovskoj jami (Grotta Gigante).

## Naselja
Naselja (frazioni) na području općine su:
- Briščiki (Borgo Grotta Gigante)
- Brišče (Bristie)
- Božje Polje (Campo Sacro)
- Koludrovica (Colludrozza)
- Devinščina (Devincina)
- Gabrovec (Gabrovizza San Primo)
- Repnič (Rupinpiccolo)
- Zagradec (Sagrado di Sgonico)
- Salež (Sales)
- Samatorca (Samatorza)